# Ogcodes jacobaea
Ogcodes jacobaea är en tvåvingeart som först beskrevs av Philippi 1871.  Ogcodes jacobaea ingår i släktet Ogcodes och familjen kulflugor. Inga underarter finns listade i Catalogue of Life.